# Hugo Bargas
Hugo Christophe Bargas (Le Puy-en-Velay, 22 oktober 1986) is een Argentijns-Franse voetballer die als aanvaller speelt. Bargas is de zoon van ex-voetballer Ángel Bargas die in de selectie van het Argentijns voetbalelftal op het wereldkampioenschap voetbal 1974 zat.

## Loopbaan
Bargas begon bij CA All Boys en speelde 20 wedstrijden en scoorde hierbij vier keer. Op 1 september 2008, net voor het sluiten van de transfermarkt tekende Bargas een driejarig contract bij De Graafschap. Op 2 januari 2009 werd bekendgemaakt dat Bargas voor een halfjaar verhuurd zou worden aan FC Zwolle om aan meer speeltijd te krijgen. Daar speelde hij 16 wedstrijden waarin hij 4 keer scoorde. In het seizoen 2009/2010 veroverde Bargas een basisplaats bij De Graafschap en werd hij clubtopscorer met 16 goals uit 35 duels. Na het seizoen 2010/11 vertrok Bargas uit Nederland. Na een half jaar bij All Boys gespeeld te hebben, tekende hij in januari 2012 bij Gimnàstic de Tarragona. Na een half jaar vertrok hij daar weer om bij Club Blooming te gaan spelen. Kort daarna tekende hij een contract bij Oriente Petrolero. In 2014 vertrok hij alweer naar Cremonese in Italië. Lang bleef wij ook daar niet, want datzelfde jaar verhuisde Bargas naar Deportivo Cuenca in Ecuador. In 2015 keerde hij terug naar zijn oude club Blooming, en sinds januari 2017 speelt hij voor het Azerbeidzjaanse Neftçi Bakoe. In januari 2018 werd zijn contract ontbonden en hierna keerde hij terug bij Blooming. In 2019 keerde hij terug in Argentinië waar hij op het derde niveau voor Deportivo Madryn ging spelen. In de zomer van 2019 liep een verblijf in Koeweit na zeven weken stuk op een dispuut over zijn contract. Hierna ging Bargas wederom op het derde Argentijnse niveau spelen voor Central Norte (S). Begin 2020 ging Bargas in El Salvador voor CD FAS spelen in de Primera División. In augustus 2020 verbond Bargas zich aan het Italiaanse San Luca dat uitkomt in de Serie D. In januari 2021 keerde hij terug in Argentinië bij Fénix maar wisselde anderhalve maand later naar UAI Urquiza in de Primera B Metropolitana. Eind december 2022 keerde Bargas terug in Italië bij US Gioiosa Ionica dat uitkomt in de Eccellenza Girone A Calabria.

## Clubstatistieken
| Seizoen                          | Club                             | Land                             | Competitie                           | Duels | Goals |
| -------------------------------- | -------------------------------- | -------------------------------- | ------------------------------------ | ----- | ----- |
| 2007/08                          | All Boys                         | Argentinië                       | Primera B Metropolitana              | 20    | 4     |
| 2008/09                          | De Graafschap                    | Nederland                        | Eredivisie                           | 3     | 0     |
| 2008/09                          | → FC Zwolle                      | Nederland                        | Eerste divisie                       | 16    | 4     |
| 2009/10                          | De Graafschap                    | Nederland                        | Eerste divisie                       | 35    | 16    |
| 2010/11                          | De Graafschap                    | Nederland                        | Eredivisie                           | 31    | 6     |
| 2011/12                          | All Boys                         | Argentinië                       | Primera División                     | 4     | 0     |
| 2011/12                          | Gimnàstic de Tarragona           | Spanje                           | Segunda División A                   | 5     | 0     |
| 2012/13                          | Club Blooming                    | Bolivia                          | Liga de Fútbol Profesional Boliviano | –     | –     |
| 2013/14                          | Oriente Petrolero                | Bolivia                          | Liga de Fútbol Profesional Boliviano | –     | –     |
| 2013/14                          | US Cremonese                     | Italië                           | Lega Pro                             | 2     | 0     |
| 2014                             | Deportivo Cuenca                 | Ecuador                          | Campeonato Ecuatoriano de Fútbol     | 24    | 3     |
| 2015/16                          | Club Blooming                    | Bolivia                          | Liga de Fútbol Profesional Boliviano | –     | –     |
| 2016/17                          | Club Blooming                    | Bolivia                          | Liga de Fútbol Profesional Boliviano | –     | –     |
| 2016/17                          | Neftçi Bakoe                     | Azerbeidzjan                     | Premyer Liqası                       | 26    | 5     |
| 2018                             | Club Blooming                    | Bolivia                          | Liga de Fútbol Profesional Boliviano | 26    | 8     |
| 2019                             | Deportivo Madryn                 | Argentinië                       | Torneo Federal A                     | 16    | 6     |
| 2019                             | Al-Yarmouk SC                    | Koeweit                          | Premier League (Koeweit)             | 0     | 0     |
| 2019                             | Central Norte (S)                | Argentinië                       | Torneo Federal A                     | 7     | 0     |
| 2020                             | CD FAS                           | El Salvador                      | Primera División                     | 6     | 1     |
| Totaal Bijgewerkt: 12 maart 2020 | Totaal Bijgewerkt: 12 maart 2020 | Totaal Bijgewerkt: 12 maart 2020 | Totaal Bijgewerkt: 12 maart 2020     | 274   | 76    |